# Chiesa di Santa Margherita (Bocenago)
La chiesa di Santa Margherita è la parrocchiale di Bocenago, in Trentino. Appartiene alla zona pastorale delle Giudicarie nell'arcidiocesi di Trento e risale al XIV secolo.

## Storia

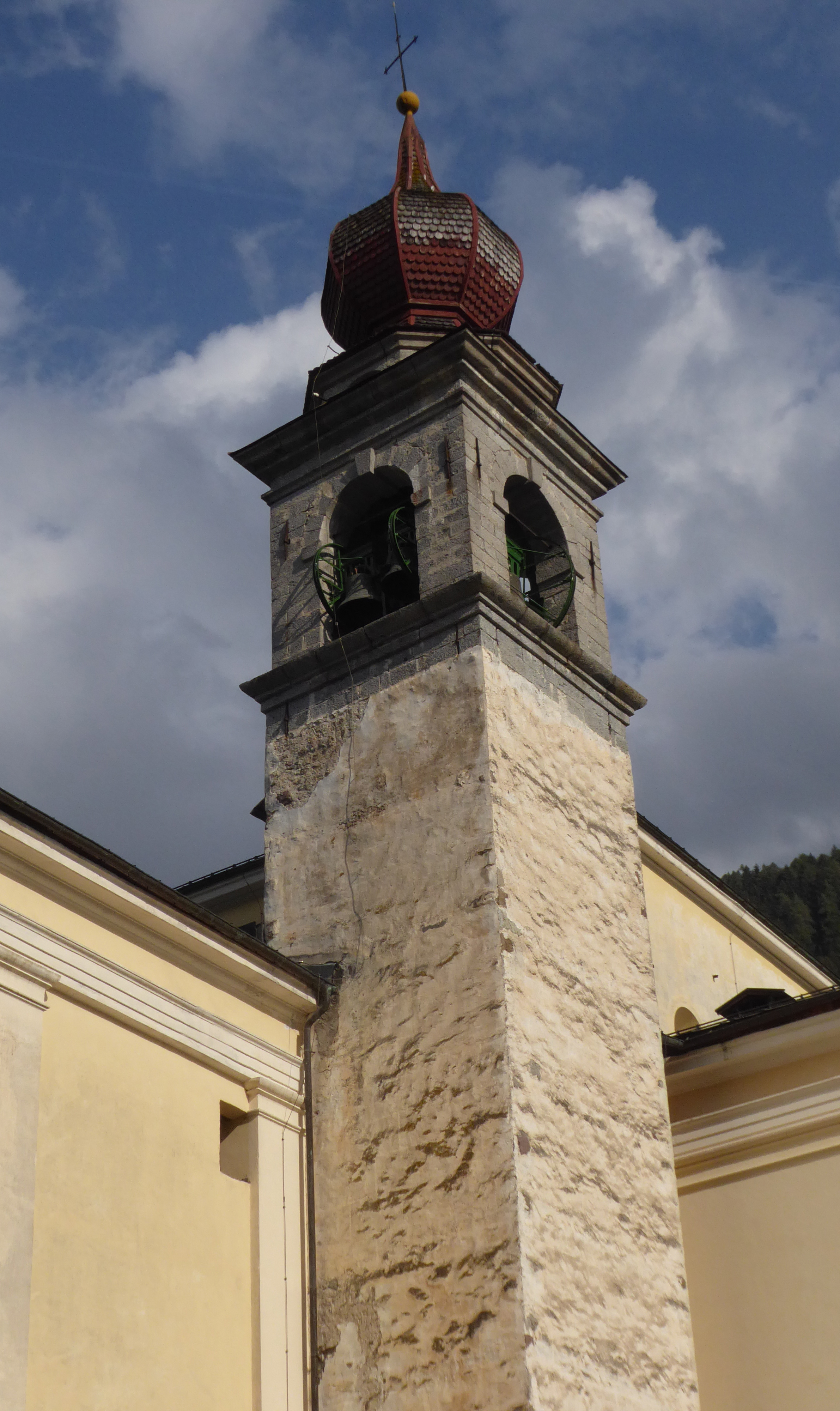
Campanile della chiesa, parte originale più antica della struttura

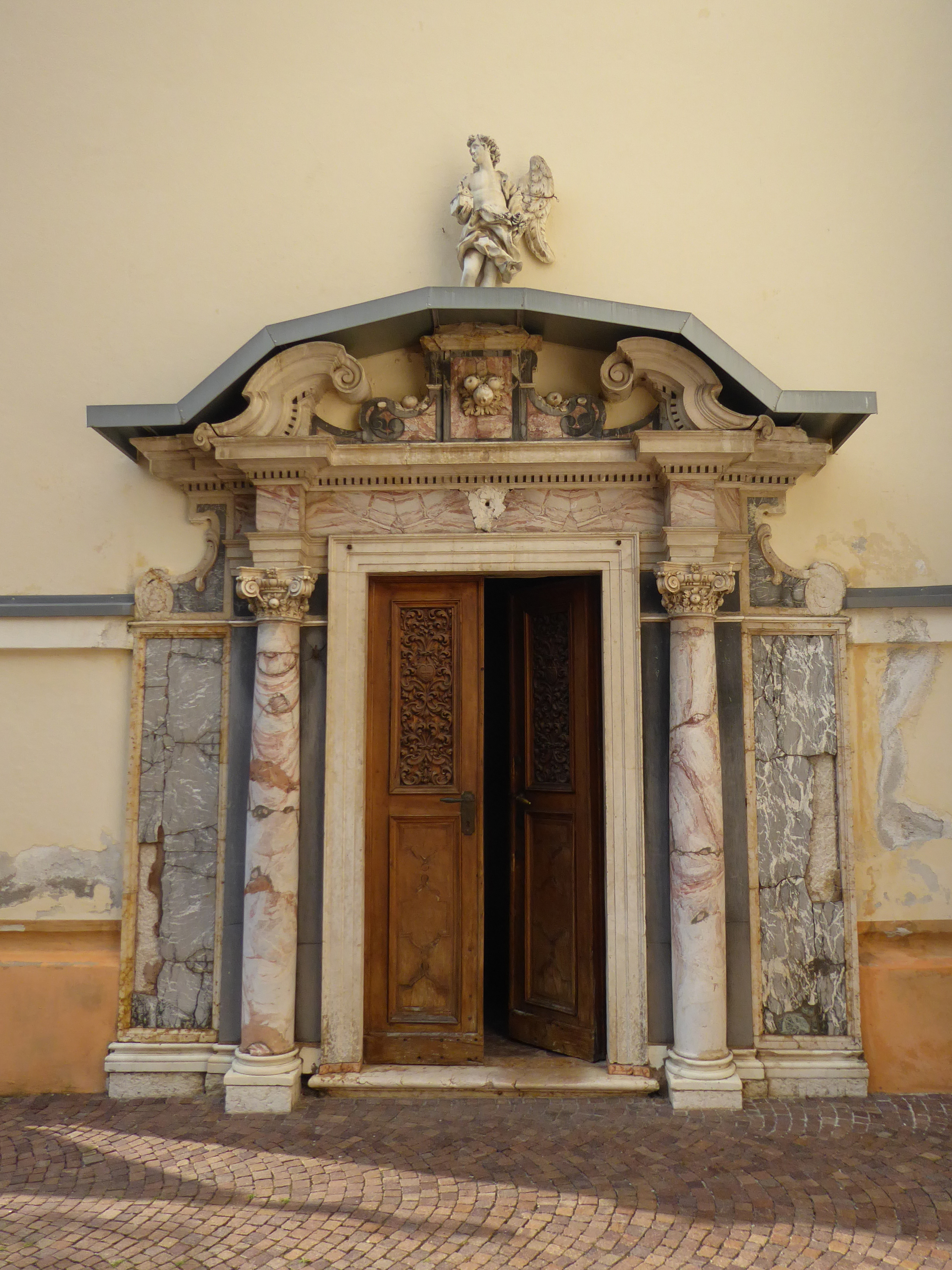
Porta laterale

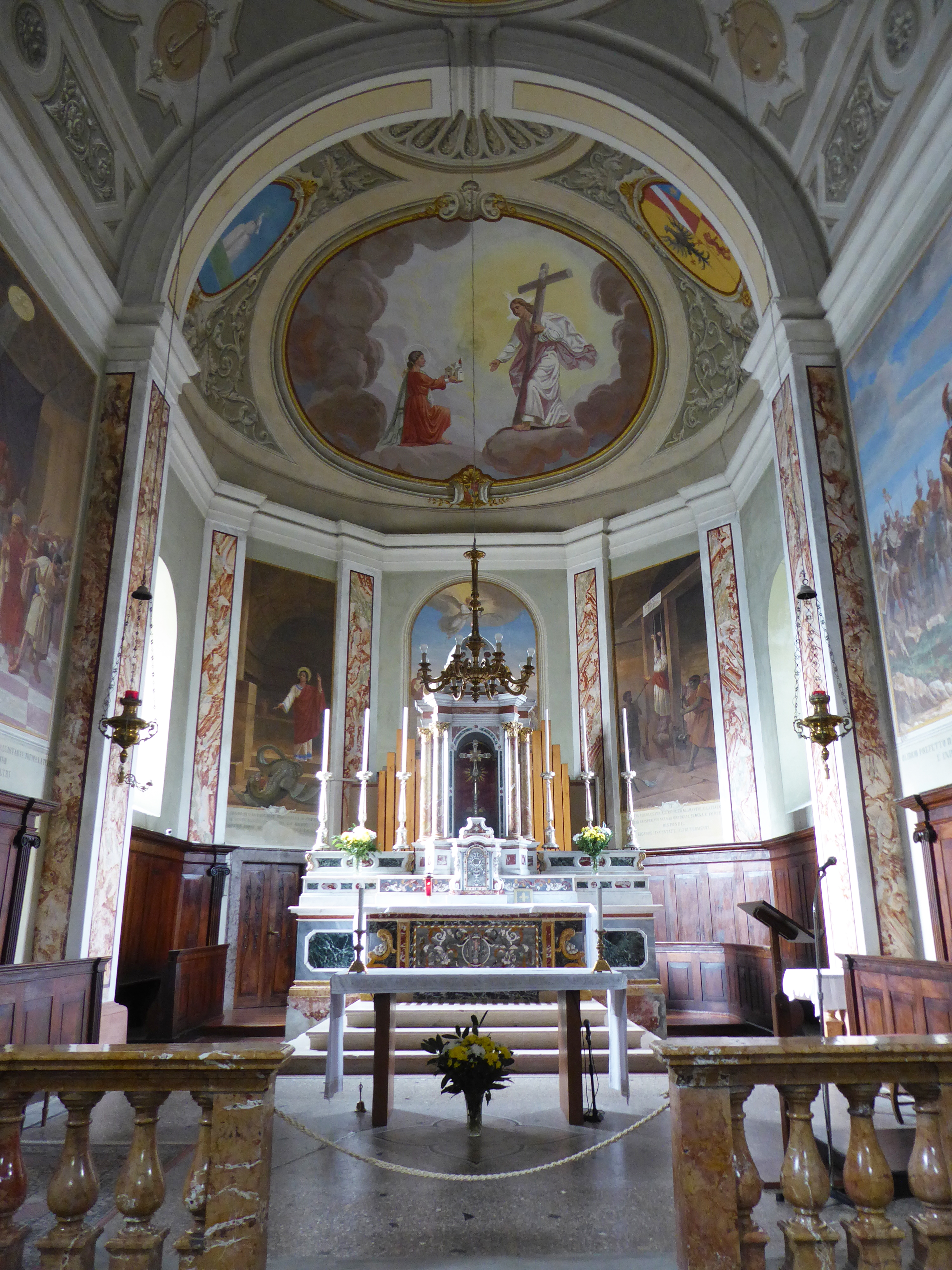
Presbiterio riccamente decorato. Nella volta absidale raffigurazione dellOfferta della chiesa a Cristo e ai due lati della parete Santa Margherita d'Antiochia sottomette il drago con la croce e Santa Margherita d'Antiochia sottoposta alla tortura del fuoco, opere di Valentino Pupin. L'altare maggiore è preceduto dall'altare postconciliare installato in seguito all'adeguamento liturgico.

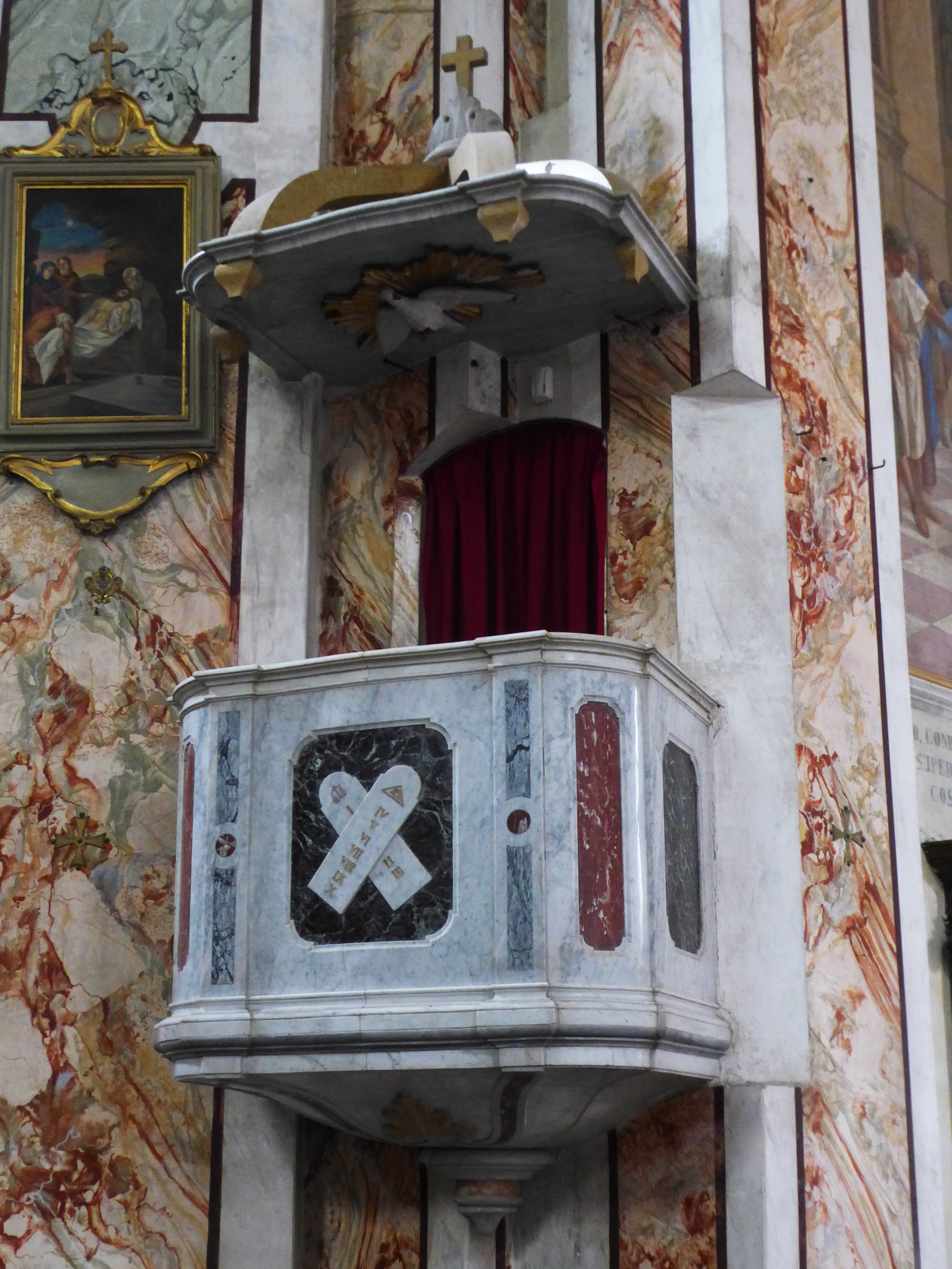
Pulpito. Alla sua sinistra tela raffigurante la Deposizione, di scuola veneta, attribuita da alcune fonti a Vittore Carpaccio

Il primo luogo dedicato al culto, nell'abitato di Bocenago, risale almeno alla prima metà del XIV secolo poiché un documento su pergamena presente presso l'archivio del comune cita il camposanto di Santa Margherita. Attorno al 1427 la chiesa primitiva fu oggetto di ampliamento e di arricchimento nell'apparato decorativo ad affresco, in gran parte perduto. Quasi un secolo più tardi, nel 1523, la sala venne nuovamente ampliata.
Prima del 1721 venne elevata a dignità curaziale della chiesa di San Vigilio, pieve di Spiazzo. Nella seconda metà del secolo la chiesa venne ancora ampliata con l'allungamento della navata. Circa un secolo più tardi, tra il 1870 e il 1874 si decise la ricostruzione del tempio. Il progetto fu affidato a Pietro Parolari e nella realizzazione dei lavori furono impegnati due maestri muratori, i fratelli Apolloni. I lavori ebbero momenti di interruzione, e le decorazioni della sala in stucco sono opera delle famiglie Comitti e Bianchi. La solenne consacrazione fu celebrata il 21 agosto 1877.
Quattro anni dopo Valentino Pupin arricchì presbiterio e navata con le sue decorazioni murali.
Dopo la fine della prima guerra mondiale, nel 1921, la chiesa venne elevata a dignità 
parrocchiale e quasi vent'anni dopo, nel 1939, la decorazione interna venne ripresa da Johann Matthias Peskoller che modificò parzialmente le pitture murali di Pupin. All'inizio degli anni settanta l'edificio fu oggetto di ristrutturazione col rifacimento quasi competo delle coperture e nel 1980 la struttura fu protetta dalle infiltrazioni di umidità dal basso e altri lavori comportarono il parziale rifacimento della pavimentazione e la sistemazione di un parafulmini. L'ultimo ciclo di interventi conservativi si concluse nel 2012 e riguardò la statica dell'edificio, il controllo e la sostituzione delle parti in legno, la ripulitura sia interna che sterna delle parti i pietra e la ritinteggiatura. Di particolare interesse fu l'opera di recupero dei frammenti affrescati risalenti al XV secolo. Parte delle opere preventivate vennero sospese per carenza di finanziamenti.

## Descrizione

### Esterni
Il luogo di culto si trova in posizione decentrata rispetto all'abitato di Bocenago, su un ripiano settentrionale di tipo alluvionale e presenta un orientamento verso ovest.
Il prospetto principale a capanna classicheggiante è caratterizzato da due ampi setti laterale leggermente sporgenti che reggono l'ampio frontone. Sui setti sono presenti, in basso, due nicchie vuote. La parte centrale contiene il portale architravato con cornice sormontato, in asse, dall'ampia finestra a lunetta che porta luce alla sala.
La torre campanaria è la parte originale più antica dell'intera struttura, precedente la ricostruzione del XIX secolo. Si alza a sinistra della chiesa, accanto al presbiterio, col corpo a base quadrata e facciate in pietra intonacata. La cella campanaria si apre con quattro finestre a monofora e la copertura è a forma di cipolla, ottagonale.

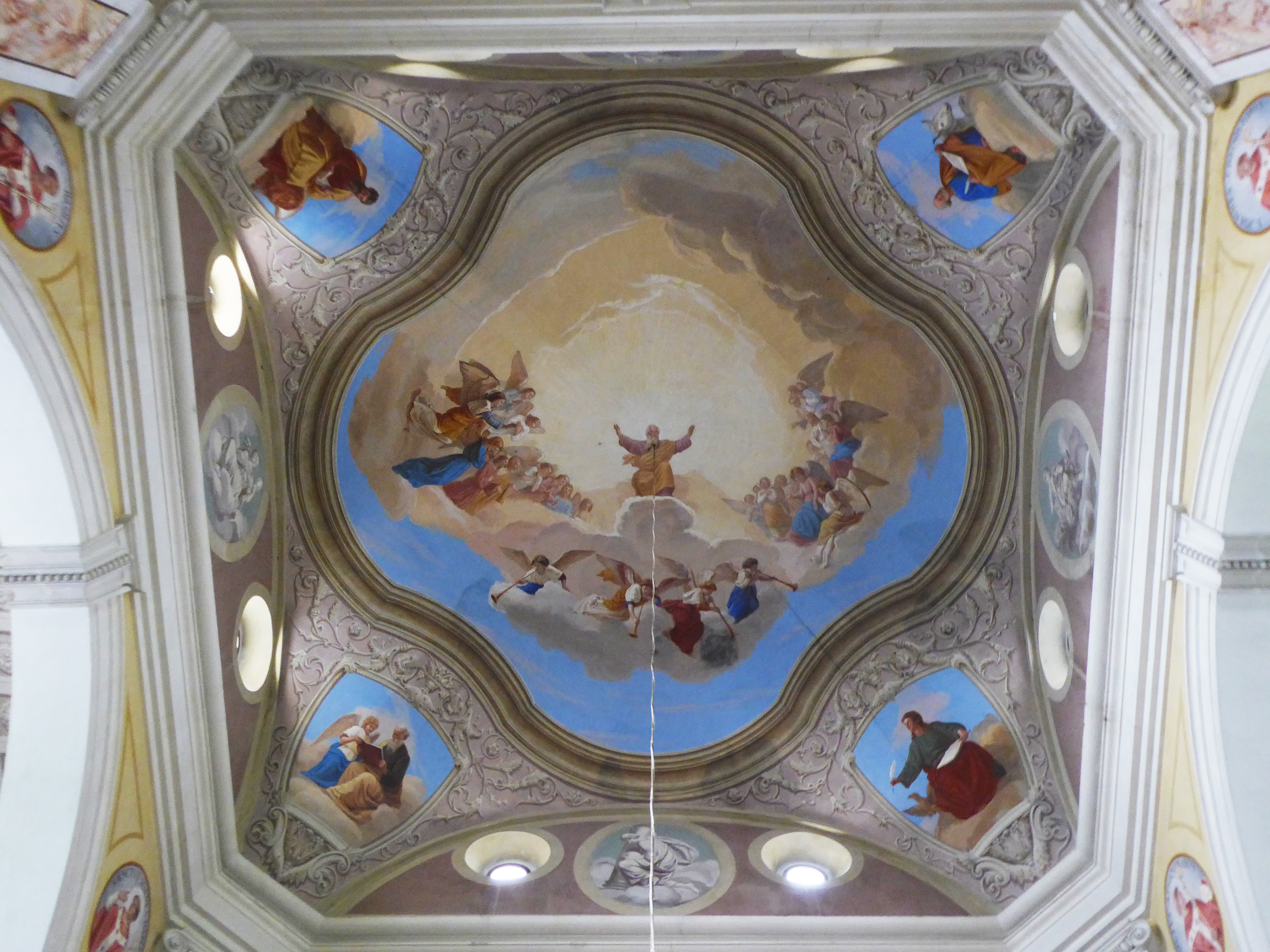
Affresco nella cupola del tiburio

### Interni
Gli interni sono disposti su pianta a croce greca e al centro della sala si alza il tiburio con cupola. Il presbiterio è leggermente elevato concluso dall'abside a base poligonale.
Tutte le pareti sono riccamente decorate anche a stucco. Le decorazioni di maggiore importanza storica sono i frammenti di affresco recuperati dalla torre campanaria e dal punto di vista artistico sono rilevanti le pitture murali realizzate da Valentino Pupin e Johann Matthias Peskoller. Secondo alcune fonti la tela che raffigura la Deposizione, di scuola veneta, è attribuita a Vittore Carpaccio.